# Cassidey Rae
Cassidey Rae (Denver, 24 dicembre 1980) è un'ex attrice pornografica statunitense.

## Biografia
Nata e cresciuta a Denver, ha iniziato la carriera nell'industria per adulti nel 1999 a 18 anni. L'anno successivo immediatamente firma un contratto con Vivid Entertainment, debuttando con Diary of Desire. Nel 2005 si è presa un anno di pausa durante il quale ha lavorato con i bambini come consulente, ma causa del basso stipendio è passata poi a lavorare col fondatore di MySpace, Brad Greenspan. Ha ripreso nel 2006 la sua carriera da attrice pornografica, firmando nuovamente un contratto con Vivid Entertainment
È apparsa nel video sad eyes di Enrique Iglesias.
Ha terminato la sua carriera di attrice pornografica nel 2009 e, dopo 8 anni dal suo ritiro, è stata inserita nella Hall of Fame dagli AVN Awards.

## Vita privata
Si è sposata col fratello più giovane della pornostar Raylene.

## Riconoscimenti
- 2001 AVN Award nomination – Best New Starlet[12]
- 2002 AVN Award nomination – Best Anal Sex Scene – Marissa[13]
- 2002 AVN Award nomination – Best Group Sex Scene – Believe it or Not[14]
- 2004 AVN Award nomination – Best Actress – Sordid[15]
- 2004 AVN Award nomination – Best Oral Sex Scene – Sordid[15]
- 2004 AVN Award nomination – Best Sex Scene Coupling – Sordid[15]
- 2004 AVN Award nomination – Best Group Sex Scene – Sordid[15]
- 2006 XRCO Award nomination – Best Cumback[16]
- 2017 – AVN Award Hall of Fame - Video Branch[17]

## Filmografia
- MH Home Video 500: Sloppy Seconds 1 (1998)
- Barely Legal 1 (1999)
- Blown Away (1999)
- Buffy Malibu's Nasty Girls 21 (1999)
- Escorts (1999)
- Lewd Conduct 6 (1999)
- Millennium (1999)
- Nasty Nymphos 25 (1999)
- Nineteen Video Magazine 30 (1999)
- No Man's Land 29 (1999)
- No Man's Land Interracial Edition 2 (1999)
- Pickup Lines 42 (1999)
- Pickup Lines 43 (1999)
- Please 4: It's A Dog's Life (1999)
- Pornological 4 (1999)
- Psycho Biker Sluts From Hell (1999)
- Rear Ended (1999)
- Shane's World 21: Cliffhanger (1999)
- Slumber Party 10 (1999)
- Slumber Party 8 (1999)
- Young Dumb and Full of Cum 3 (1999)
- Action Sports Sex 11 (2000)
- ALS Scan 24 (2000)
- Babes Illustrated 9 (2000)
- Behind the Scenes 2 (2000)
- Black Room (II) (2000)
- Buffy Malibu's Nasty Girls 22 (2000)
- Color Blind 7 (2000)
- Color Blind 9 (2000)
- Diary of Desire (2000)
- Every Man's Fetish 3 (2000)
- Girl's Affair 43 (2000)
- House Sitter (2000)
- Jungle (2000)
- Marissa (2000)
- Mi Vida (2000)
- Naughty Slumber Party (2000)
- Panty World 10 (2000)
- Sheer Desire (2000)
- Tonight (2000)
- Baby Blues (2001)
- Believe It Or Not 1 (2001)
- Believe It Or Not 2 (2001)
- Blow Hard (2001)
- Calendar Issue 2001 (2001)
- Devon: The Lost Footage (2001)
- Dreams (2001)
- Eager Beavers (2001)
- Girl World 1 (2001)
- Girl World 2 (2001)
- Girl World 3 (2001)
- Jenna: Extreme Close Up (2001)
- Liquid Sex (2001)
- Nice Neighbors (2001)
- Nikki Dial: Extreme Close Up (2001)
- Sky: Extreme Close Up (2001)
- Stroke Of Genius (2001)
- Virtual Blowjobs: In Your Face (2001)
- Eating Alone (2002)
- Fluffy Cumsalot, Porn Star (2002)
- Girls Only: Strapped On (2002)
- Sex Through the Ages (2002)
- Sordid (2002)
- Young Cassidey (2002)
- Cotton Candy (2003)
- Eager Beavers (2003)
- Eye Spy: Cassidey (2003)
- Load Warrior (2003)
- Barely Legal All Stars 2 (2004)
- In Aphrodite (2004)
- Love Hurts (2004)
- Matrix Pornstars (2004)
- Straight Anal Students (2004)
- Teen Angel (2004)
- Dr. Lenny's Favorite Anal Scenes (2005)
- Eye Spy: Kira Kener (2005)
- Grudgefuck (2005)
- Up and Cummers 126 (2005)
- Breaking and Entering (2006)
- Cover to Cover (2006)
- Heavy Breathing (2006)
- Incredible Expanding Vagina (2006)
- It's Not You (2006)
- Sexy Young Thing (2006)
- Sun Burn (2006)
- Angels of Debauchery 7 (2007)
- Belladonna's Fucking Girls 5 (2007)
- Big Dick Lover (2007)
- Breakup Sex (2007)
- Cassidey's Day Off (2007)
- Debbie Does Dallas Again (2007)
- Debbie Loves Dallas (2007)
- Frankencock (2007)
- Hard Bluff (2007)
- Hot Sauce 5 (2007)
- I Love My Ass (2007)
- Jenna's Gallery Blue (2007)
- My Wife's Best Friend (2007)
- No Man's Land Coffee and Cream 1 (2007)
- Pussy Cats 2 (2007)
- Shane's World 40: Scavenger Hunt 4 (2007)
- Big Dick Neighbor (2008)
- Dating 101 (2008)
- Doll House 3 (2008)
- House Pets (2008)
- Latin Adultery 6 (2008)
- Meet Cassidey (2008)
- Stalker (2008)
- Star 69: Strap Ons (2008)
- Butt Floss Chronicles (2009)
- Intimate Touch 2 (2009)
- MILF Lessons 23 (2009)
- Ninn Wars 2 (2009)
- Nymphetamine 2 (2009)
- Nymphetamine Solamente 2 (2009)
- Stripped: A Confessional 2 (2010)
- Innocent Until Proven Filthy 8 (2011)
- Vivid's 102 Cum Shots (2011)
- Four (2012)
- Horny Joe's Gym 2 (2012)
- Clerks XXX: A Porn Parody (2013)
- Contract Girl (2013)
- Craving Cassidey (2013)
- Everything Butt 32558 (2013)
- Foot Worship 33479 (2013)
- Lone Ranger XXX: An Extreme Comixxx Parody (2013)
- My Husband's Missing Out (2013)
- Secret Crushes (2013)